# 米哈伊尔·奇戈林
米哈伊尔·伊万诺维奇·奇戈林（羅馬化：Mikhail Ivanovich Chigorin；1850年11月12日—1908年1月25日）是活跃于19世纪末期的俄罗斯顶级国际象棋棋手。
奇戈林曾于1889年、1892年两度在哈瓦那参加国际象棋世界冠军对抗赛，但两次都败给了威廉·斯坦尼茨。他是国际象棋浪漫主义派的最后一位重要棋手，他的风格也影响了主导20世界中后叶国际象棋界的苏联学派。